# Lliga de Ticino
La Lliga de Ticino (italià Lega dei Ticinesi, LdT) és un partit polític de Suïssa d'ideologia nacionalista conservadora, centrat al cantó de Ticino. El 1991, després d'algunes campanyes publicitàries a la revista dominical Mattino della Domenica contra el poder polític i l'ús de diners públics, l'editor Giuliano Bignasca i el director Flavio Maspoli va fundar la Lliga de Ticino per continuar la lluita en el pla polític.
Des de les eleccions federals suïsses de 1991, el partit ha estat representat al Consell Nacional de Suïssa i en l'executiu del cantó de Ticino (el Consell d'Estat, Consiglio di Stato), amb Marc Borradori. A les eleccions federals suïsses de 2003 va obtenir un escó (de 200) al Consell Nacional de Suïssa (la primera cambra del Parlament suís). No va estar representat a la segona cambra ni al Consell Federal de Suïssa (òrgan executiu).
El 2005, va obtenir un 0,5% a les eleccions cantonals suïsses i un 0,9% dels escons als governs cantonals (índex BADAC, ponderat amb la població i el nombre d'escons). A les eleccions federals suïsses de 2007 el partit va obtenir el 0,5% dels vots i 1 de 200 escons
El partit té alguns vincles amb el partit federalista del nord d'Itàlia Lliga Nord.

## Resultats electorals

### Consell Nacional
| Any  | Vots   | %          | Escons  | +/- |
| ---- | ------ | ---------- | ------- | --- |
| 1991 | 28,290 | 1.4% (#11) | 2 / 200 | Nou |
| 1995 | 17,940 | 0.9% (#14) | 1 / 200 | 1   |
| 1999 | 17,118 | 0.9% (#11) | 2 / 200 | 1   |
| 2003 | 7,304  | 0.4% (#14) | 1 / 200 | 1   |
| 2007 | 13,031 | 0.6% (#11) | 1 / 200 | =   |
| 2011 | 19,657 | 0.8% (#9)  | 2 / 200 | 1   |
| 2015 | 24,713 | 1.0% (#10) | 2 / 200 | =   |
| 2019 | 18,187 | 0.8% (#12) | 1 / 200 | 1   |
| 2023 | 14,160 | 0.6% (#10) | 1 / 200 | =   |